# 約翰·伊根 (1992年)
約翰·伊根（英語：John Egan；1992年10月20日—）是一位愛爾蘭足球運動員，場上司职后卫，現效力於英冠球隊侯城。